# Helmut Damerius
 (février 2018).
Si vous disposez d'ouvrages ou d'articles de référence ou si vous connaissez des sites web de qualité traitant du thème abordé ici, merci de compléter l'article en donnant les références utiles à sa vérifiabilité et en les liant à la section « Notes et références ».
Helmut Damerius, né le 16 décembre 1905 et mort le 29 septembre 1985, est un communiste allemand et un membre de Kolonne Links, un groupe théâtral d'agitprop. Comme le parti nazi monte en puissance en Allemagne, il s'exile à Moscou, avant d'être arrêté dans la soi-disant conspiration des Jeunesses hitlériennes et condamné à une longue peine dans une prison soviétique. Après avoir purgé sa peine de prison, il est banni et est confiné au Kazakhstan sans avoir le droit de se rendre dans d'autres régions de l'URSS. En 1956, il reçoit l'autorisation de se rendre en Allemagne de l'Est, pays où il est resté jusqu'à sa mort.
De 1922 à 1927, il est marié avec Emmy Damerius-Koenen. Ils ont ensemble un enfant, qui meurt en bas âge.